# チャールズ2世 (イングランド王)
チャールズ2世（英語: Charles II, 1630年5月29日 - 1685年2月6日）は、王政復古期ステュアート朝のイングランド、スコットランド、アイルランドの王（在位：1660年5月29日 - 1685年2月6日 ）。

## 生涯

### 出生・亡命
1630年、チャールズ1世と王妃でフランス王アンリ4世の娘ヘンリエッタ・マリアの次男として生まれた。兄は幼くして薨去したので、実質的な嫡男だった。弟にジェームズ2世、グロスター公ヘンリー、妹にオランダ総督・オラニエ公ウィレム2世妃メアリー・ヘンリエッタ、エリザベス、オルレアン公フィリップ1世妃ヘンリエッタ・アンがいる。フランス王ルイ14世は母方の従弟で、イングランド王兼オランダ総督ウィリアム3世は甥に当たる。
清教徒革命（イングランド内戦）の危険が高まったため、1646年に母たちとフランスに亡命し、1648年に義弟のウィレム2世を頼ってオランダのハーグに住んだ。同年に父方の従兄のカンバーランド公ルパートと共にオランダから艦隊に乗り込み出航したが、具体的な目的が定まらないまま撤退、翌1649年1月30日、イングランドを離れなかった父王は処刑され、イングランドは護国卿オリバー・クロムウェルらが指導する共和国となった。同年にイングランド共和国と接近していったオランダ連邦議会の圧力でフランスへ移っている。
革命に反対するスコットランドは1649年2月5日、チャールズをスコットランド王として推戴すると宣言したため、6月にスコットランドに上陸、1651年1月1日にスクーンで正式に戴冠式を挙げた。しかし、同年にスコットランドへ侵攻してきたクロムウェル軍に敗れ（ウスターの戦い）、再び大陸に亡命した。1654年に第一次英蘭戦争（1652年 - 1654年）で争っていたイングランド共和国とオランダがウェストミンスター条約を締結、和睦条件の一つとしてステュアート家へのオラニエ＝ナッサウ家の援助を断つ点が盛り込まれ、チャールズに援助していた妹メアリーが1654年から1657年の3年間オランダ国内から退去させられ、1650年のウィレム2世崩御と合わせてチャールズにとって打撃となった。フランスもスペインの戦争（フランス・スペイン戦争）でイングランド共和国に近付くことを考えたため、チャールズはフランスを去ってドイツのケルンに亡命宮廷を構えた。
1656年にはスペインと同盟を結び、スペイン領ネーデルラントのブリュージュへ宮廷を移し、後にブリュッセルに移動した。1659年のフランスとスペインの講和条約であるピレネー条約に加わろうとしたが失敗、フランスは共和国との同盟を継続、スペインも関心がポルトガル王政復古戦争の鎮圧へ移ったため、王位復帰の可能性は途切れたままであった。

### 王政復古

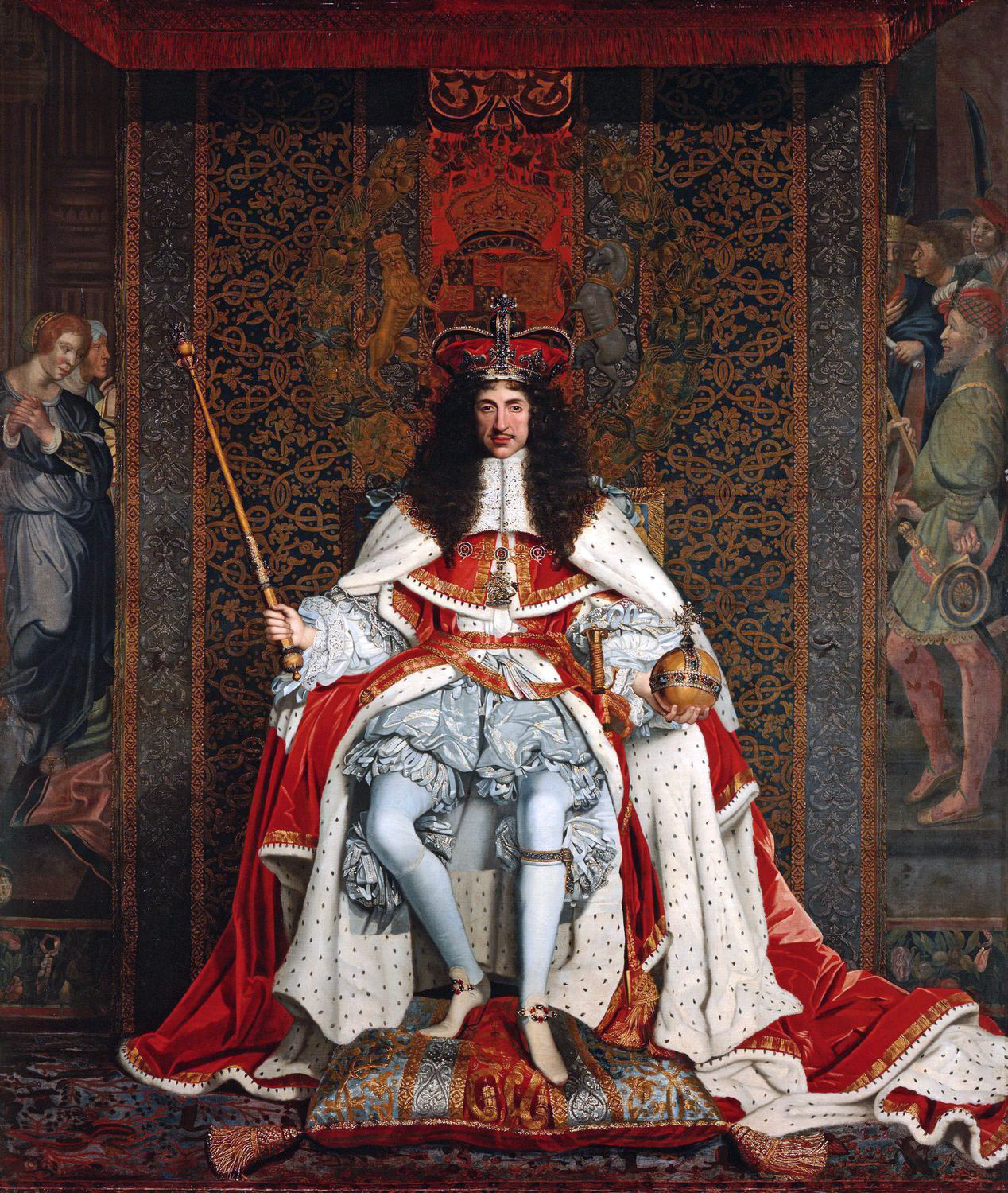
戴冠式（1660年4月23日）

1658年にクロムウェルが死去すると、息子のリチャード・クロムウェルが後を継いだが、混乱を収拾できずに1659年に辞任、スコットランド駐留軍の司令官ジョージ・マンクがスコットランドから進軍して1660年3月16日に長期議会を解散、チャールズら王党派と連絡を取り復帰を要請した。これを見てチャールズは、ブリュッセルからオランダのブレダに移り、4月4日にブレダ宣言を発して復位を提案、この宣言が4月25日に選挙で王党派が多数派になった仮議会に受諾され（5月1日）、チャールズは5月29日にロンドンに入城してイングランド王チャールズ2世となった。
即位直後に王党派への論功行賞が行われ、マンクはアルベマール公・大将軍に就任、側近のエドワード・ハイドはクラレンドン伯爵・大法官となり、エドワード・モンタギューはサンドウィッチ伯爵に叙爵、他の家臣にも叙爵・官位の授与が行われた。また、仮議会はブレダ宣言に基づく政治に取り組み、免責・大赦法で議会派への罪は問われず（チャールズ1世の裁判に関わった人物は除く）、革命中に没収された土地の回復も行われ、チャールズ2世の財源は中世以来の国王大権の1つで、革命政府の最重要施策の一つであった徴発権が廃止される代わりに、クロムウェルが導入していた消費税・関税を王室収入に充てることに決定、チャールズ2世も同意したことで、宣言の多くは実現した。しかし、イングランド国教会以外の宗教の寛容は認められなかった。
1660年12月に仮議会は解散、翌1661年4月23日にウェストミンスター寺院でチャールズ2世は正式に戴冠式を挙行、同じ日に戴冠式に先立ってウェストミンスター寺院に埋葬されていたクロムウェルの遺体は王殺しの罪で絞首刑に処されたのち、その首は晒しものとされた。5月8日に議会が召集され、「騎士議会」（1661年5月8日 - 1679年1月24日）と呼ばれる議会が治世の大半に開かれることになった。

### 結婚
1661年の婚姻条約により、1662年、ポルトガルのブラガンサ王朝の初代国王となったジョアン4世の王女カタリナ（キャサリン・オブ・ブラガンザ）と結婚した。カタリナはインドのボンベイ（ムンバイ）や北アフリカのタンジールを持参金とした。このため、これらの領土はイングランド領となる。カタリナはカトリックでプロテスタントのイングランド国教会の儀式には参列しなかったので、イングランドでは人気がなかった。チャールズ2世との間に子は生まれなかったので、後継者は弟のヨーク公ジェームズと目されるようになった。
チャールズ2世には結婚前からシャティヨン公爵夫人イザベル・ド・アンジェリク、ルーシー・ウォルター、エリザベス・キリグリュー、キャサリン・ペッグ、バーバラ・パーマーなど数多くの愛人があり、以後もネル・グウィン、ルイーズ・ケルアイユ、オルタンス・マンチーニ、フランセス・ステュアート、モル・デービスなど多くの愛人を持った。また、認知しただけでも14人の庶子があり、愛人及び彼女たちが産んだ庶子たちに大盤振る舞いの叙爵や屋敷をあてがい「陽気な王様（Merry Monarch）」の渾名を取った（ただし、庶子に王位継承権はなかった）。
なお、あまりの艶福家だった王を見かねた殿医のドクター・コンドームが王のために牛の腸膜を使った避妊具を開発したのがコンドームの始まりというのは、広く普及した俗説で、そうした医師が存在したことを示す史料はなく、コンドームの原型もチャールズ2世の時代から約100年前に既に存在している。

### 治世

#### クラレンドン政権
チャールズ2世期のイングランド議会（騎士議会）は、王党派が主導権を終始握り続けた長期間にわたる体制下にあった。しかし、騎士議会はチャールズ2世を終始支持したものの、財政問題や対フランス外交を巡って国王と議会の間の意見対立が次第に深刻化して、後の名誉革命の遠因となった。また、議会とは別にクラレンドン伯が政権を取り仕切った。
1661年に議会は常備軍を解散させたが、国王警備など一定の範囲で存続と再軍備は認められ、連隊が次々と創設された。しかし宗教問題で議会は寛容を認めず、1661年から1665年にかけて非国教徒を弾圧する一連の法案（クラレンドン法典）が議会で可決され、1662年のチャールズ2世の信仰自由宣言も却下された。同年、財政上の必要から、1658年にフランス・スペイン戦争でイングランド領になったダンケルクを4万ポンドでフランスに売却した（ダンケルク売却）。
オランダとの間に第二次英蘭戦争（1665年 - 1667年）が起こり、ブレダの和約によってオランダの北アメリカ植民地ニューアムステルダム（現在のニューヨーク州）がイングランド領となった。しかし、この戦争中にペストが流行したり（1665年）、ロンドン大火が発生し（1666年）、1667年にオランダ艦隊がロンドンに近いテムズ川やメドウェイ川河口に侵入して沿岸の町々を砲撃した（メドウェイ川襲撃）結果、財政は常に火の車であり、政府借入と返済のための炉税の徴収を巡って議会やシティとの紛糾が絶えなかった。

#### CABAL政権
1667年に英蘭戦争と災害の責任を取らされクラレンドン伯が失脚しフランスへ亡命した後、5人の側近（クリフォード男爵、アーリントン伯、バッキンガム公、アントニー・シャフツベリ伯、ローダーデイル公）が政権を担った。彼らはその頭文字からキャバル政権（CABAL：陰謀を意味する）と呼ばれた。チャールズ2世は5人の上に立ち、政治を取り仕切ることを図った。
また、1667年に大蔵卿委員会（後の大蔵省）の委員にクリフォードとシャフツベリら5人が任命され、政府の支出監視と収入の改革を行い権限が強化され、余剰利得を接収するために徴税請負人を廃止して、中央による税の直接徴収を開始した。これによって税収は増加したものの、逆に税制の透明化が進んだことによって、歳入に対する官庁・議会のチェックが容易となり、結果的には議会による課税承認権を盾にした税制や財政への関与が進み、かえってチャールズ2世の思惑であった自立的な財政運用（財政的側面からの絶対王政確立）を不可能とする効果を生むことになった。大蔵卿委員会の台頭で筆頭格の第一大蔵卿の権威も大きくなり、後に第一大蔵卿が首相へと変化する先駆けにもなった。
1668年にはスウェーデン・オランダと対仏三国同盟を結び、ネーデルラント継承戦争でスペイン領ネーデルラントを侵略するフランスを阻んだが、これは貿易上の競争相手であるフランスの台頭を嫌う議会の要求によるもので、フランスで亡命生活を送り、親仏的思考の持ち主であったチャールズ2世の本意にはそぐわないものであった。オランダ占領を狙うフランス王ルイ14世は1670年5月22日、チャールズ2世とドーヴァーの密約を結び、22万5千ポンドの年金と引き換えにイングランドがフランス側に参戦するように求めた。ルイ14世が美貌のフランス娘ルイーズ・ケルアイユをロンドンの宮廷に送り込んだのも、この頃のことである。この秘密条約では、チャールズ2世や後継者ジェームズのカトリックへの改宗も約束している。同年9月には、三国同盟を締結した駐ハーグ大使ウィリアム・テンプルがイングランドへ召還された（1671年に正式に辞任を発表）。
1672年、フランス軍は仏蘭戦争を起こしてオランダに侵攻したが、オランダはオラニエ公ウィレム3世（チャールズ2世の甥）をオランダ総督に立て、オーストリアやスペインと同盟を結んだため、フランス軍は撤退した。チャールズ2世はこの戦争の初期に大艦隊を編成して第三次英蘭戦争（1672年 - 1674年）に踏み切った。特に戦争中の1672年には、軍事関係以外の国庫支出の一時停止（事実上の財政破綻）を宣言したため、国内経済は大混乱に陥った。オランダのミヒール・デ・ロイテル提督にソールベイの海戦で敗れた上、1672年に発した信仰自由宣言を議会に非難され、翌1673年に戦費承認と引き換えに撤回、非国教徒を職から排除する審査法の承認も強いられた。戦争もスホーネヴェルトの海戦、テセル島の海戦でロイテルに連敗して継続が困難になり、1674年には貿易再開を主張する議会の反発によりオランダと和睦、戦争を切り上げるほかなくなった。

#### ダンビー伯政権
外交と内政の失敗でCABAL政権は足元が乱れ、チャールズ2世の親カトリック姿勢に反発したシャフツベリの離反や審査法の承認によるクリフォードの辞任などで内部分裂を引き起こしCABALは崩壊、1673年からはダンビー伯トマス・オズボーンがCABALに代わった。1677年にはダンビー伯の勧めにより、議会の信用を回復すべく一転してウィレム3世に姪のメアリーを嫁がせてオランダと結んだが、定まらない外交姿勢と非国教徒及びカトリックへの寛容から生じた国民の不信感は消えなかった。
なお、1673年にリターン号を日本に派遣して、1623年以来途絶していた貿易関係の再開を求めている。しかし、当時の江戸幕府はかつての関係途絶が貿易不振によるイングランド側の判断によることや、チャールズ2世が幕府の鎖国政策の直接的なターゲットとして考えていた親カトリックのポルトガルから王妃を迎えていること、日本側にも第三次英蘭戦争の情報が伝わっており、戦争に巻き込まれる危険性があることを理由にこれを拒絶している。
治世の晩年は、カトリック信仰を宣言したヨーク公ジェームズの王位継承問題で議会が紛糾し、カトリック陰謀事件やライハウス陰謀事件が起こり、王位排除法案が提出されるまでになった。ジェームズの排除により、代わりにプロテスタントで庶子のモンマス公ジェームズ・スコットが王位継承者に想定されたが、チャールズ2世は王権の侵害として頑なにモンマスへの継承を認めようとしなかった。その際、ジェームズの王位継承を認めるグループが「トーリー党」（後の保守党につながる）、認めないグループは「ホイッグ党」（後の自由党につながる）と称され、これが二大政党制の起源ともいわれる。しかし、これらのグループ内で離合集散が繰り返されており、この段階で今日のような政党が成立していたわけではない。
1678年、カトリック陰謀事件でシャフツベリ率いるホイッグ党が反カトリックを掲げ政府批判を行い、ダンビー伯とフランスの密約を暴露して弾劾、カトリックのジェームズの非難に及んだ。チャールズ2世は翌1679年1月24日に騎士議会を解散させたが、解散後の選挙でホイッグ党が多数を占めた3月の議会は、ダンビー伯をロンドン塔へ投獄した。

#### 無議会時代
1679年にダンビー伯が失脚してからはハリファックス侯ジョージ・サヴィルが側近となり、議会でホイッグ党の反カトリック運動を抑えて王位排除法案の廃案に尽くしたが、ホイッグ党は王位排除法案提出でジェームズへの非難を止めなかったため、ジェームズをブリュッセルへ出国させた上で7月に2度目の解散を行い、翌1680年10月まで議会を開かなかった。3度目の議会でも排除法案を巡って大論争で収拾がつかなくなったため、1681年1月に解散、2ヵ月後の3月21日にオックスフォードで開会した議会も排除法案の審議でわずか1週間後の3月28日に解散、以後チャールズ2世は死ぬまで議会を開かなかった。
スコットランドでは、即位時からイングランドからの指令による間接統治を行い、CABALの1人であったローダーデイル公が国王代理として統治していたが、宗教制度を長老制から監督制に変えようとして1679年に反乱を起こされたため（殺戮時代を参照）、ブリュッセルに亡命していたジェームズと交替、スコットランドはジェームズが実質的に統治することになった。
議会解散後、チャールズ2世はルイ14世からの資金援助と消費税・関税収入により、議会不在でも政権運営が出来るようになり、ホイッグ党の切り崩しを図り、自治都市の権利特許状の再交付を通してホイッグ派からトーリー派に切り替えさせ、各地の治安判事もトーリー党に交替させた。一方のホイッグ党は、シャフツベリが反乱計画の容疑でオランダへ亡命、ホイッグ党の他の指導者層もライハウス陰謀事件で処刑され衰退、モンマスも事件の関与を疑われオランダへ亡命した。1682年にスコットランドからジェームズがイングランドへ帰国、1684年にダンビー伯の釈放により、最晩年はチャールズ2世とトーリー党の優勢が築かれた。同年にノッティンガム伯に代わり自ら海軍卿に就任、ジェームズに実務を任せることでジェームズの復権も成し遂げた。
1685年2月、ホワイトホール宮殿で心臓発作のため倒れ、死の床でカトリックに改宗、54歳で崩御した。後継の国王にはジェームズがジェームズ2世および7世として即位した。しかし、即位直後にオランダに亡命していたモンマスがイングランドへ戻りジェームズ2世に反乱を起こし（モンマスの反乱）、反乱平定後ジェームズ2世が親カトリックと専制を推し進めたため周囲の反発で政権は傾き、わずか3年で名誉革命が起こりジェームズ2世は追放、ステュアート朝の専制は挫折した。

## 子女と後裔
王妃キャサリンとの間に子はなく、チャールズ2世の嫡流の血筋は英王室に残らなかった。
庶子として14人の子が確認されている。
- ルーシー・ウォルター（1630年 - 1658年）との間に1人の子を儲けた。
  1. ジェームズ・スコット（1649年 - 1685年） - モンマス公、バクルー公。バクルー公家の祖。
- エリザベス・キリグリュー（1622年 - 1680年）との間に1人の子を儲けた。
  1. シャーロット・ジェマイマ・パストン（英語版）（1650年 - 1684年） - ジェームズ・ハワードと結婚、第2代ヤーマス伯爵ウィリアム・パストンと再婚。
- キャサリン・ペッグ（英語版）（1635年 - ?）との間に2人の子を儲けた。
  1. チャールズ・フィッツチャールズ（1657年 - 1680年） - プリマス伯
  2. キャサリン・フィッツチャールズ（1658年）
- バーバラ・パーマー（1641年 - 1709年）との間に6人の子を儲けた。
  1. アン・フィッツロイ（英語版）（1661年 - 1722年） - サセックス伯トマス・レナードと結婚
  2. チャールズ・フィッツロイ（1662年 - 1730年） - クリーヴランド公。クリーヴランド公家の祖。
  3. ヘンリー・フィッツロイ（1663年 - 1690年） - グラフトン公。グラフトン公家の祖。
  4. シャーロット・フィッツロイ（英語版）（1664年 - 1717年） - 初代リッチフィールド伯爵エドワード・リーと結婚
  5. ジョージ・フィッツロイ（1665年 - 1716年） - ノーサンバランド伯、ノーサンバランド公。
  6. バーバラ・フィッツロイ（英語版）（1672年 - 1737年） - 修道女。ただし、チャールズ2世に認知されず、父親を別人とする説もある。
- ネル・グウィン（1650年 - 1687年）との間に2人の子を儲けた。
  1. チャールズ・ボークラーク（1670年 - 1726年） - セント・オールバンズ公。セント・オールバンズ公家の祖。
  2. ジェームズ・ボークラーク（1671年 - 1680年）
- ルイーズ・ケルアイユ（1649年 - 1734年）との間に1人の子を儲けた。
  1. チャールズ・レノックス（1672年 - 1723年） - リッチモンド公。リッチモンド公家の祖。
- モル・デービス（1648年 - 1708年）との間に1人の子を儲けた。
  1. レディ・メアリー・テューダー（1673年 - 1726年） - 第2代ダーウェントウォーター伯爵エドワード・ラドクリフと結婚

14人の子供のうち、ルイーズ・ケルアイユとの間に出来たリッチモンド公、バーバラ・パーマーとの間に出来たグラフトン公、さらにルーシー・ウォルターとの間に出来たメアリーの系統は、スペンサー伯爵家と婚姻を重ねてダイアナ・スペンサーに至る。よって、ダイアナとチャールズ3世（2022年即位）の間の子ウィリアム王太子とサセックス公ヘンリー王子はチャールズ2世の血を引く。
さらに、バーバラとの間に出来たレディー・アン・パーマーの系統とルーシー・ウォルターとの間に出来たモンマス公（後にバクルー公）の系統はセーラ元妃に至ることになる。セーラ妃とヨーク公アンドルー王子との間に生まれたベアトリス王女とユージェニー王女もチャールズ2世の血を引くことになる。
現在、チャールズ2世の子孫でバクルー公爵家、グラフトン公爵家、セント・オールバンズ公爵家、リッチモンド公爵家が存続している。

## 系譜
| チャールズ2世 | 父: チャールズ1世 (イングランド王) | 祖父: ジェームズ1世 (イングランド王) ジェームズ6世 (スコットランド王) | 曽祖父: ヘンリー・ステュアート[1]        |
| チャールズ2世 | 父: チャールズ1世 (イングランド王) | 祖父: ジェームズ1世 (イングランド王) ジェームズ6世 (スコットランド王) | 曽祖母: メアリー (スコットランド女王)[2] |
| チャールズ2世 | 父: チャールズ1世 (イングランド王) | 祖母: アン・オブ・デンマーク                                          | 曽祖父: フレゼリク2世 (デンマーク王)     |
| チャールズ2世 | 父: チャールズ1世 (イングランド王) | 祖母: アン・オブ・デンマーク                                          | 曽祖母: メクレンブルク公女ゾフィ―        |
| チャールズ2世 | 母: ヘンリエッタ・マリア           | 祖父: アンリ4世 (フランス王)                                          | 曽祖父: アントワーヌ (ヴァンドーム公)    |
| チャールズ2世 | 母: ヘンリエッタ・マリア           | 祖父: アンリ4世 (フランス王)                                          | 曽祖母: フアナ3世 (ナバラ女王)[3]        |
| チャールズ2世 | 母: ヘンリエッタ・マリア           | 祖母: マリー・ド・メディシス                                          | 曽祖父: フランチェスコ1世・デ・メディチ  |
| チャールズ2世 | 母: ヘンリエッタ・マリア           | 祖母: マリー・ド・メディシス                                          | 曽祖母: ジョヴァンナ・ダズブルゴ[4]      |

- [1]と[2]はテューダー朝初代イングランド王ヘンリー7世の王女マーガレット・テューダーを祖母とする従兄妹同士。この血統に基づき、[3]がステュアート朝初代イングランド王となり、スコットランドとの同君連合が成立した。
- [3]は、エンリケ2世（仏：アンリ・ダルブレ）の娘。フランス名：ジャンヌ・ダルブレとして知られる。
- [4]は、神聖ローマ皇帝フェルディナント1世の娘。